# Lawrence (Nebraska)
Pour les articles homonymes, voir Lawrence.
Lawrence est un village du comté de Nuckolls, dans l'État du Nebraska, aux États-Unis. En 2020, il comptait une population de 272 habitants.